# Mikołaj Pick
Mikołaj Pick (ur. 29 lipca 1543 w Gorkum w Holandii, zm. 9 lipca 1572 w Ruggen) – niderlandzki kapłan franciszkanin, męczennik, święty Kościoła katolickiego.

## Biografia
Urodził się w rodzinie Jana i Henryki z domu Kalwia. Uczył się w ’s-Hertogenbosch, następnie wstąpił do franciszkanów. Po ukończeniu studiów filozoficzno-teologicznych w Leuven przyjął w 1568 święcenia kapłańskie. Odwiedzał główne miasta Holandii i Belgii głosząc kazania. Po wybraniu na gwardiana klasztoru w Gorkum zamienił go "w prawdziwy seraficki wieczernik cnoty, modlitwy, nauki i świętości".
W 1572 rozpoczęły się prześladowania katolików w Holandii. Kalwiniści schwytali grupę franciszkanów i innych duchownych. Mikołaj Pick został powieszony w stodole przy klasztorze św. Elżbiety w Ruggen 9 lipca 1572.
Męczennik został kanonizowany 29 czerwca 1867 przez papieża Piusa IX.